# برايان دين
برايان دين (بالإنجليزية: Brian Deane)‏ هو لاعب كرة قدم ومدرب كرة قدم بريطاني، ولد في 7 فبراير 1968 في ليدز في المملكة المتحدة. شارك مع منتخب إنجلترا لكرة القدم الرديف ومنتخب إنجلترا لكرة القدم. أما مع النوادي، فقد لعب مع شيفيلد يونايتد وليدز يونايتد وليستر سيتي ونادي برث غلوري ونادي بنفيكا ونادي دونكاستر روفرز ونادي سندرلاند ونادي ميدلزبره ووست هام يونايتد.

## مسيرته الكروية
لعب برايان دين خلال مسيرته الاحترافية مع 9 أندية في سبعة وعشرون موسمًا وسجل خلالها 196 هدف ضمن 655 مباراة. ولم يفز بأي موسم بالكأس أو بالدوري.
خاض برايان دين مسيرته مع نادي دونكاستر روفرز في موسم 1985–86 واستمر معه طيلة ثلاثة مواسم، مشاركًا في 66 مباراة سجل خلالها 12 هدفًا. ثم انتقل إلى نادي شيفيلد يونايتد في موسم 1988–89 في المرة الأولى ليلعب معه ستة مواسم ثم في موسم 2005–06 لمدة موسم واحد، حيث شارك طوالها في 223 مباراة سجل خلالها 93 هدفًا. لينتقل بعدها إلى نادي ليدز يونايتد في موسم 1993–94 ليلعب معه خمسة مواسم، مشاركًا في 169 مباراة سجل خلالها 38 هدفًا. ثم انتقل إلى نادي بنفيكا في موسم 1997–98 ولمدة موسمين، مشاركًا في 18 مباراة سجل خلالها 7 أهداف. هذا وانتقل لاحقًا إلى نادي ميدلزبره في موسم 1998–99 ليلعب معه أربعة مواسم، مشاركًا في 87 مباراة سجل خلالها 18 هدفًا. ثم انتقل بعدها إلى نادي ليستر سيتي في موسم 2001–02 واستمر معه طيلة ثلاثة مواسم، مشاركًا في 52 مباراة سجل خلالها 20 هدف. ليعود وينتقل من جديد، لكن هذه المرة إلى نادي وست هام يونايتد في موسم 2003–04 لمدة موسم واحد، مشاركًا في 29 مباراة سجل خلالها 7 أهداف. لينتقل بعدها إلى نادي سندرلاند في موسم 2004–05 لمدة موسم واحد، مشاركًا في 4 مباريات ولم يسجل أي هدف.

## وصلات خارجية
- برايان دين على موقع قاعدة بيانات كرة القدم.إي يو (الإنجليزية)
- برايان دين على موقع ناشيونال فوتبول تيمز (الإنجليزية)
- برايان دين على موقع Soccerbase.com (لاعب) (الإنجليزية)
- برايان دين على موقع عالم كرة القدم.نت (الإنجليزية)
- برايان دين على موقع IMDb (الإنجليزية)